# Quiriguá
Quiriguá, cuyo nombre original fue Ik' Naahb' Nal (significa «lugar del pozo oscuro»), es un yacimiento arqueológico perteneciente a la antigua civilización maya, ubicado en el departamento de Izabal en el noreste de Guatemala. Es un yacimiento de tamaño medio, con una superficie de aproximadamente 3 km², situado a lo largo del curso inferior del río Motagua, con su centro ceremonial ubicado a 1 km de la orilla norte del río.Es un sitio arqueológico Patrimonio de la Humanidad por la UNESCO desde 1981. Se destaca por poseer grandes monumentos, entre ellas la Estela E, cuyo eje total tiene una altura de 10,6 metros y un peso aproximado de 65 toneladas, lo que la convierte en el monumento de piedra independiente más grande del continente americano. 

Glifo emblema de Quiriguá, se lee kuh(ul)-(h)un-aja-w(a).

Durante el Período Clásico de la civilización maya (200-900 d. C.), Quiriguá se encontraba en la confluencia de varias importantes rutas comerciales. El sitio fue ocupado desde 200 d. C. y la construcción de la acrópolis comenzó alrededor de 550 d. C. Un auge de construcciones impresionantes se inició en el siglo viii, hasta que se detuvo toda actividad de construcción alrededor de 850 d. C., a excepción de un breve periodo de reocupación en el Posclásico Temprano (c. 900-c. 1200). Quiriguá comparte su estilo arquitectónico y escultórico con la ciudad cercana de Copán, cuya historia está estrechamente entrelazada con la de Quiriguá.
La rápida expansión de Quiriguá en el siglo viii estaba ligada a la victoria militar del rey K'ak' Tiliw Chan Yopaat sobre Copán en 738. Después de su derrota, el rey más importante de Copán Uaxaclajuun Ub'aah K'awiil (o «18 conejo»), fue capturado y luego sacrificado en la Gran Plaza de Quiriguá. Previamente Quiriguá había sido un estado vasallo de Copán, pero tras su victoria logró su independencia.
La arquitectura ceremonial de Quiriguá es relativamente modesta, pero la importancia del sitio radica en la riqueza de su escultura, incluyendo los monumentos de piedra más altos erigidos en el Nuevo Mundo. Actualmente es uno de los destinos turísticos más visitados de Guatemala.

## Ubicación

La parte sur de la región maya, mostrando la ubicación de Quiriguá y Copán.

Ubicación de Quiriguá a la orilla del río Motagua, con relación a las fuentes de jade.

El nombre del yacimiento arqueológico de Quiriguá es derivado de la aldea cercana que lleva el mismo nombre. El sitio está ubicado en el municipio de Los Amates del departamento de Izabal, a una elevación de 75 m s. n. m. Se encuentra a poco más de 200 km al noreste de la Ciudad de Guatemala, a 48 km al norte de Copán y 15,7 km al noroeste de la frontera internacional con Honduras.
Situado a orillas norte de la cuenca baja del río Motagua, Quiriguá se encuentra en el punto donde el valle se ensancha en una llanura aluvial, dejando el sitio expuesto a inundaciones periódicas a lo largo de los siglos. Durante el período de ocupación de la ciudad el río pasaba cerca de su centro, pero desde entonces ha cambiado su curso y ahora fluye a 1 km al sur del centro ceremonial.
La base rocosa local se compone de arenisca de color rojo que los habitantes utilizaron para la construcción de monumentos y estructuras arquitectónicas. Esta piedra arenisca local es muy fuerte y no es propenso a esquilas o fracturas, lo que permitió a los escultores de Quiriguá de erigir el más alto monumento independiente de piedra en las Américas. Quiriguá fue construida directamente sobre la falla de Motagua y ya en la antigüedad sufrió daños como consecuencia de fuertes terremotos.

## Población
Aunque el origen étnico maya de la élite de Quiriguá era evidente, la ubicación del sitio en la periferia sur de la región mesoamericana implica que la población fue por lo menos bi-étnica, con la población maya constituyendo una minoría. La mayoría de la población pertenecía étnicamente a la zona intermedia de menor complejidad, situada más allá de la frontera oriental de la región mesoamericana.
La densidad de población durante el Clásico Tardío se ha estimado entre cuatrocientos y quinientos habitantes por kilómetro cuadrado en el centro de la ciudad, con una población máxima estimada de 1200–1600. Estudios han revelado la existencia de un promedio de 130 estructuras por kilómetro cuadrado (equivalente a 338 habitantes por kilómetro cuadrado) en el sitio, en comparación con 1449 estructuras/km² en el centro de Copán. La baja densidad de población de Quiriguá indica que fue el centro de una población rural dispersa.
Tras la rebelión exitosa contra Copán en 738, la población del valle de Quiriguá aumentó rápidamente, aunque la ciudad nunca llegó a ser un sitio densamente poblado. Sin embargo, en el siglo ix hubo una disminución drástica de la población que culminó en el abandono de la ciudad.

## Economía
Dado que el río Motagua fluye del altiplano en el occidente hacia el mar Caribe en el oriente, Quiriguá se encontraba en una situación ideal para controlar el comercio de jade bruto, principalmente encontrado a lo largo del curso medio del valle del Motagua, así como controlar el flujo de otros productos importantes tales como cacao, que fue producido como cultivo comercial local. Aunque el cacao se producía para el comercio, el maíz era el principal cultivo local debido a su papel central en la dieta maya. Además, el maíz probablemente era un componente importante en el pago de tributos de Quiriguá a los señores de Copán, una ciudad que estaba agotando sus propios recursos naturales locales. Hay evidencia de comercio de obsidiana procedente de Ixtepeque situado cerca de la parte alta del Motagua y Quirigua, aunque no se encontró mucho jade en el yacimiento arqueológico de Ixtepeque.
En el período clásico, la ubicación de Quiriguá la posicionó en la encrucijada de la ruta comercial del altiplano hasta la costa del Caribe y la ruta de Copán hacia las principales ciudades de la cuenca del Petén.

## Gobernantes
Según consta en las inscripciones jeroglíficas en Quiriguá, todas las fechas son A.D. Inscripciones mayas relativas a los gobernantes a veces incluyen una referencia a un número (número o cuenta hel, que lleva el nombre de su glifo principal) que indica la posición del gobernante en la secuencia de sucesión dinástica. Así, un número hel de cinco indica que el gobernante fue el quinto en la línea de sucesión dinástica.
| Nombre (o sobrenombre)                                                        | Reinado           | Número de sucesión dinástica |
| ----------------------------------------------------------------------------- | ----------------- | ---------------------------- |
| «Tok Ch'ich'»                                                                 | 426–455           | 1                            |
| Tutuu'm Yohl K'inich                                                          | c. 455-¿?         | 2                            |
| Mih Toh «Gobernante 3» (apodado «Caparazón de Tortuga»)                       | c. 480            | 3                            |
| «Gobernante 4» («Cesta de Cráneo»)                                            | ?–?               | 4?                           |
| ---? Chan Yopaat, (anteriormente Ojo de Jaguar)                               | 493–?             | 4?                           |
| K'awiil Yopaat («Gobernante 5»)                                               | c. 653            | ?                            |
| K'ak' Tiliw Chan Yopaat («anteriormente llamado Cielo Cauac» o «Cielo Kawak») | 724–785           | 14                           |
| Chan Tiliw Yopaat («anteriormente llamado Cielo Xul, Chan Xul y Kan Kul»)     | 785 – c. 795 -800 | 15                           |
| «K'ahk' Jolow Chan Yopaat (anteriormente llamado «Cielo de Jade»              | c. 800 – c. 810   | 17?                          |

## Historia

### Historia temprana

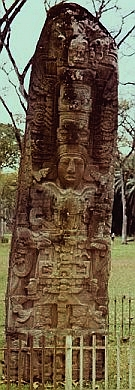
Estela D - cara norte.

Existe evidencia de que Quiriguá fue ocupado tan temprano como el Preclásico Tardío (400 a. C.-200 d. C.). Aunque no existen estructuras arquitectónicas que se han fechado con certeza a este período, se recuperó una serie de artefactos del Preclásico Tardío, incluyendo 63 estatuillas y una lámina de sílex. La cerámica del Clásico Temprano de Quiriguá es semejante a los hallazgos encontrados en Copán y Chalchuapa en El Salvador, mientras que estatuillas jorobadas de jade de la misma época se asemejan a las que se encuentran en el centro de Honduras y en el altiplano de Guatemala. Estos primeros hallazgos demuestran la participación de Quiriguá en la región del sureste maya a partir del Preclásico Tardío.
Un conjunto de textos jeroglíficos de Tikal, Copán y Quiriguá, junto con los estilos arquitectónicos y las pruebas químicas de los restos del fundador de la dinastía de Copán, sugieren que Quiriguá y Copán fueron fundados por colonos provenientes de la élite de la gran ciudad de Tikal, como parte de su expansión en la zona fronteriza del sudeste de la región maya.
La historia de Quiriguá se inicia en 426, en el Clásico Temprano (c. 200 –c. 600). De acuerdo a inscripciones jeroglíficas en otros sitios, K'inich Yax K'uk' Mo' fue entronizado como rey de Copán el 5 de septiembre de 426. Apenas tres días después, instaló a «Tok Chi'ch'» como primer rey conocido de Quiriguá. De esto se desprende que desde el comienzo de su historia Quiriguá estaba subordinado a su vecino del sur, y fue fundado para asegurar que la ruta del comercio del río Motagua se mantuviera bajo el control de Copán e, indirectamente, de Tikal. Durante los siguientes siglos, sobre los cuales poco se sabe, la arquitectura ceremonial de Quiriguá se limitó al Conjunto A en la cima de la colina y una amplia plataforma de tierra en el fondo del valle. Se constó que una estela, aún por descubrir, se erigió en el año 455 por Tutuum Yohl K'inich, el segundo rey de Quiriguá. Un monumento temprano describe la supervisión de un ritual en el año 480 por el entonces rey de Copán, demostrando la continuación del estado de vasallaje de Quiriguá. Un texto jeroglífico que data de 493 se refiere a dos otros reyes de Quiriguá, pero las interrupciones en el texto hacen la lectura y el desciframiento de sus nombres particularmente difícil.
Existe un estrecho paralelismo entre la arquitectura y los monumentos de Quiriguá del siglo v y los de Uaxactún en el norte de Petén, un sitio que cayó bajo el dominio de Tikal en el siglo iv. Estas semejanzas demuestran que Quiriguá permaneció fuertemente alineado con la gran red de alianzas de Tikal.

### Receso y recuperación
Quiriguá sufrió un receso a la vuelta del siglo vi, que duró hasta mediados del siglo vii. Esto puede estar relacionado con el hiato de Tikal durante el Clásico Medio, la que fue causado por la derrota de Tikal por Calakmul. Existe evidencia de que Quiriguá sufrió un ataque de enemigos desconocidos en este período, como lo demuestra la deformación aparentemente deliberada de la Estela U y el Monumento 26, característica de los daños causados por guerreros invasores. Durante el receso, que duró de 495 a 653, no se construyeron monumentos.
En el siglo vi o inicios del siglo vii hubo un desastre natural causado por una inundación devastadora del valle del Motagua que cubrió la superficie del terreno bajo una gruesa capa de sedimentos, cambiando completamente el paisaje. Sólo los edificios que estaban por encima de la capa de lodo continuaron en uso, incluyendo el Conjunto A que fue salvado por su ubicación en la cumbre de la colina. La plataforma de tierra en el valle también continuó en uso, al menos las partes que estaban por encima de los sedimentos, y fue uno de los complejos más pequeños del sitio que se desarrolló en como nuevo centro de Quiriguá, representado por los monumentos que son visibles en la actualidad.
El renacimiento de Quiriguá fue marcado por la dedicación del primer monumento en un siglo y medio, erigida por el rey K'awiil Yopaat en el año 653. 
La continuación del contacto con Copán es evidente, así como los contactos de larga distancia, posiblemente con Caracol en Belice. Alrededor del mismo tiempo se iniciaron importantes trabajos de construcción en la acrópolis, incluyendo la construcción de la primera pista del juego de pelota del sitio.

### Apogeo
Tradicionalmente Quiriguá había sido subordinado a Copán, su vecino sureño, y en 724 el rey de Copán, Uaxaclajuun Ub'aah K'awiil, instaló a K'ak' Tiliw Chan Yopaat como su vasallo en el trono de Quiriguá.
Sin embargo, ya en 734 K'ak' Tiliw Chan Yopaat empezó a referirse a sí mismo como k'ul ahaw (divino señor) en lugar de utilizar el título subordinado de ahaw (señor), y al mismo tiempo comenzó a utilizar el propio glifo emblema de Quiriguá, así demostrando que no era un obediente vasallo de Copán. Estas afirmaciones tempranas de independencia indican que Quiriguá había logrado formar una alianza externa.

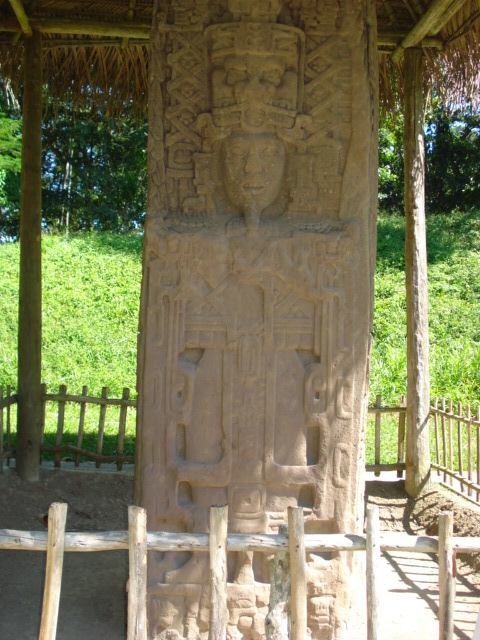
Estela C, cara sur, representando al rey K'ak' Tiliw Chan Yopaat

Este acto de rebelión local parece haber sido parte de una lucha política entre las dos «superpotencias» mayas, las grandes ciudades-estado de Tikal y Calakmul. En 736, sólo dos años más tarde, el rey de Quiriguá, K'ak' Tiliw Chan Yopaat, recibió la visita de Wamaw K'awiil, el gran rey de la lejana ciudad de Calakmul, mientras que Copán se mantuvo uno de los más antiguos aliados de Tikal. El momento de la visita del rey de Calakmul era muy importante, ya que tuvo lugar entre la accesión al trono de Quiriguá de K'ak' Tiliw Chan Yopaat como vasallo de Copán y la rebelión abierta que iba a seguir. Esto sugiere que la rebelión de Quiriguá fue patrocinada por Calakmul con el fin de debilitar a Tikal y para tener acceso a la rica ruta comercial del valle del Motagua. Es probable que el contacto con Calakmul se había iniciado poco después de la accesión al trono de K'ak' Tiliw Chan Yopaat, ya que poco después Quiriguá experimentó un rápido crecimiento lo que sugiere que Quiriguá ya estaba recibiendo apoyo externo.
En 738 las fortunas interconectadas de Quiriguá y Copán sostuvieron un cambio de dirección sorprendente cuando el entonces rey de Quiriguá, K'ak' Tiliw Chan Yopaat, capturó al poderoso, pero anciano decimotercer rey de Copán, Uaxaclajuun Ub'aah K'awiil, quien le había instalado en su trono en el año 725. Este golpe de Estado no parece haber afectado físicamente a la ciudad de Copán ni a Quiriguá y no hay indicaciones de que la ciudad fue atacada en este momento, ni que el vencedor hubiera recibido un homenaje perceptible. Quiriguá parece más bien haber ganado su independencia y el control de importantes rutas comerciales. Una inscripción en Quiriguá, bien que difícil de interpretar, sugiere que la captura tuvo lugar el 27 de abril de 738, cuando Quiriguá se apoderó y quemó las imágenes de madera de las deidades patronas de Copán. Todo esto parece implicar que K'ak' Tiliw Chan Yopaat de alguna manera logró emboscar a Uaxaclajuun Ub'aah K'awiil en lugar de derrotarlo en una batalla. En el período clásico, las estatuas de deidades mayas a menudo se llevaron a la batalla en palanquines, lo que hubiera facilitado su captura en el caso de una derrota. Se ha sugerido que el gran rey de Copán estaba tratando de atacar a otro sitio a fin de obtener prisioneros para sacrificarlos, y que fue emboscado por K'ak' Tiliw Chan Yopaat y sus guerreros de Quiriguá.
El rey capturado fue llevado a Quiriguá y el 3 de mayo 738 fue decapitado en un ritual público. La ofrenda del sacrificio de la sangre de un rey tan poderoso mejoró enormemente la posición de Quiriguá y su familia real en toda la región y proclamó Quiriguá como la nueva capital de la región del sureste maya. Tras esta victoria, Quiriguá se involucró en un programa sustancial de construcción de monumentos, imitando el estilo escultórico de Copán, posiblemente empleando escultores capturados de Copán para llevar a cabo el trabajo. La población de Quiriguá y de otros sitios en el valle aumentó rápidamente después de los eventos de 738. Sin embargo, Quiriguá siempre fue un pequeño centro urbano cuya población total probablemente no superó los 2000 habitantes.

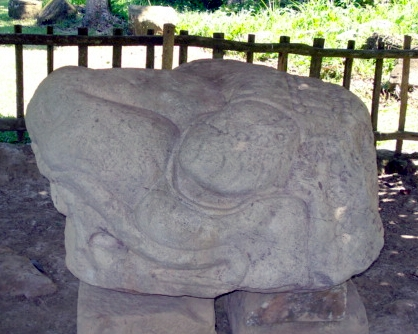
Altar M, datando de 734. Ha sido identificado como un felino, un cocodrilo y una serpiente. Puede ser una rara representación tridimensional de un glifo toponímico.

En el Clásico Tardío (c. 600–c. 900), la alianza con Calakmul con frecuencia se asociaba con la promesa de apoyo militar. El hecho de que Copán, una ciudad mucho más potente que Quiriguá, no tomó represalias contra su antiguo vasallo parece implicar que temía la intervención militar de Calakmul. Calakmul en sí era lo suficientemente lejos de Quiriguá que K'ak' Tiliw Chan Yopaat no tenía miedo de caer directamente bajo su poder como un estado vasallo, aunque es probable que Calakmul envió guerreros para ayudar a derrotar Copán. La alianza más bien parece haber sido una de ventaja mutua en la que Calakmul logró debilitar a un poderoso aliado de Tikal, mientras que Quiriguá obtuvo su independencia.
En 718, la ciudad de Xkuy —un sitio aún por descubrir— fue atacado y quemado por Copán bajo el liderazgo del rey Uaxaclajuun Ub'aah K'awiil. Sin embargo, tras la muerte del rey de Copán en 738, Xkuy parece haberse convertido en un fiel vasallo de Quiriguá y en 762 K'ak' Tiliw Chan Yopaat supervisó la accesión del rey «Jaguar Amaneciendo» al trono de la ciudad subordinada de Xkuy.
K'ak' Tiliw Chan Yopaat, que había cambiado tan drásticamente el destino de su ciudad, murió el 27 de julio 785. Zoomorfo G es su piedra conmemorativa en la que se describe la forma en que fue enterrado 10 días más tarde en la casa Kawak 13, un edificio que aún no ha sido identificado. El rey fue sucedido por «Cielo Xul», un rey cuyo nombre no ha sido debidamente identificado. «Cielo Xul» se convirtió en el Señor de Quiriguá 78 días después de la muerte de K'ak' Tiliw Chan Yopaat, de quien se cree había sido su padre. Su reinado duró de 10 a 15 años y fue un periodo de actividad continua. Mientras que la mayoría de las ciudades de la región maya ya estaba envuelto en el colapso maya, sufriendo una declinación terminal, en Quiriguá «Cielo Xul» dedicó tres grandes esculturas zoomorfas y dos altares, todos considerados maravillas del trabajo de piedra maya. «Cielo Xul» falleció entre 795 y 800.

### Declive y caída
Poco se sabe de «Cielo de Jade», que sucedió a «Cielo Xul» y que fue el último gobernante conocido de Quiriguá. El poder de la ciudad ya se estaba desvaneciendo, como lo demuestran las dos estelas atrofiadas erigidas durante su reinado, indicando que la ciudad ya no tenía acceso al tipo de recursos necesarios para producir monumentos de una calidad similar a las de sus predecesores. Sin embargo, «Cielo de Jade» hizo construir dos de las estructuras más grandes de la acrópolis.

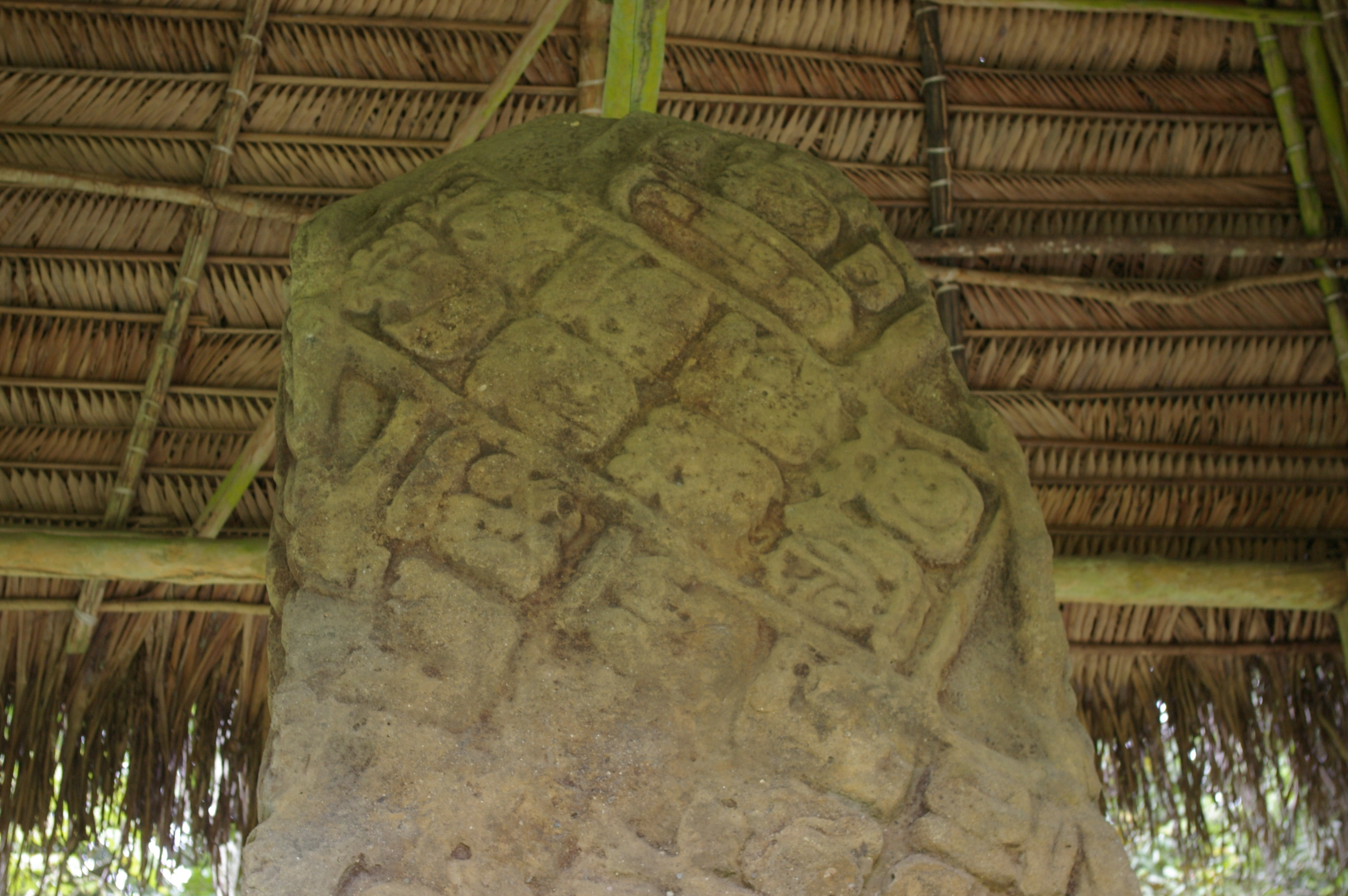
La erosionada cara este de Estela H.

Quiriguá al parecer mantuvo su independencia de Copán y continuó floreciendo hasta comienzos del siglo ix. Las relaciones entre las dos ciudades ha mejorado en cierta medida por 810, cuando el rey Yax Pasaj Chan Yopaat de Copán visitó Quiriguá con el fin de llevar a cabo un ritual de fin de k'atún. Sin embargo, 810 fue también el año en que se crearon los últimos textos jeroglíficos en Quiriguá, aunque la construcción en el centro de la ciudad continuó a un nivel reducido. Después de esto, Quiriguá cayó en silencio, envuelto por el fenómeno generalizado del colapso maya. La razón de ser de la ciudad había sido reducida por la disminución del comercio a lo largo del Motagua. Dentro de unos años Quiriguá estaba casi desierta y los sitios en todo el Valle del Motagua experimentaron un grave deterioro o un abandono completo.

### Posclásico
En el Posclásico Temprano (c. 900–c. 1200), Quiriguá fue ocupado por pueblos estrechamente vinculados a las áreas costeras caribeñas de la Península de Yucatán y Belice, tal vez debido al control maya chontal de una red comercial que incluía la costa de Yucatán y el valle del Motagua. Durante una breve reocupación de la ciudad, hicieron importantes construcciones adicionales en el acrópolis. Los hallazgos asociados a su ocupación incluyen una escultura chac mool reclinada y cerámica de la costa este de Yucatán, artefactos que demuestran una estrecha relación con la lejana ciudad de Chichen Itza. Algunos adornos y campanas de cobre fueron recuperados de Quiriguá, representando algunos de los primeros hallazgos de artefactos de metal en la región maya. Datan del Clásico Terminal (c. 800 –c. 950) o del Posclásico Temprano.

### Historia moderna

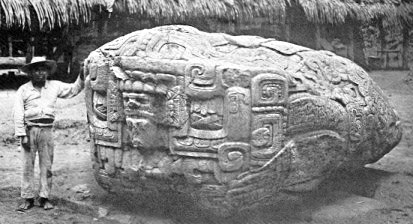
Zoomorfo B – foto de Maudslay.

El primer visitante europeo en publicar un relato sobre Quiriguá fue el arquitecto y artista Inglés Frederick Catherwood, que llegó a las ruinas en 1840. El propietario anterior, con el apellido de Payés, había relatado la existencia de las ruinas a sus hijos y a Carlos Meiney, un inglés de Jamaica residente en Guatemala. El anciano Payés había fallecido recientemente y sus tierras pasaron a sus hijos. Como ninguno de los hijos Payés, ni Meiney habían visitado las ruinas, invitaron a John Lloyd Stephens y Catherwood a unirse a ellos en su primer viaje al sitio. Stephens tenía otras obligaciones que atender, pero Catherwood acompañó los hermanos Payés a Quiriguá. Debido a condiciones climáticas adversas, solamente pudieron permanecer un corto tiempo en las ruinas, pero Catherwood logró hacer dibujos de dos de las estelas, los cuales fueron publicados con un breve relato de su visita en el libro de John Lloyd Stephens Incidents of Travel in Central America, Chiapas, and Yucatan en 1841. Quiriguá fue el primer sitio que Stephens y Catherwood podían afirmar haber descubierto. Un relato más extenso de las ruinas fue escrito por el Dr. Karl Scherzer en 1854.
El explorador y arqueólogo Alfred Maudslay visitó Quiriguá durante tres días en el año 1881; fueron las primeras ruinas precolombinas que había visto y quedó tan impresionado que se interesó en la arqueología de América Central para el resto de su vida. Pudo volver en tres ocasiones, e hizo los primeros esfuerzos para limpiar los monumentos para poder estudiarlos. Llevó a cabo un examen muy completo e hizo un registro fotográfico de todos los monumentos visibles, realizó algunas pequeñas excavaciones, hizo moldes de papel y yeso de las inscripciones jeroglíficas e hizo un registro de las principales esculturas. Estos moldes fueron enviados al Victoria and Albert Museum, y las réplicas trasladadas al Museo Británico.
En 1910, la United Fruit Company recibió Quiriguá y toda la tierra en los alrededores para la producción de plátano por intermedio de una generosa concesión otorgada por el gobierno del entonces presidente, licenciado Manuel Estrada Cabrera. La frutera reservó treinta hectáreas alrededor del centro ceremonial y las clasificó como parque arqueológico, dejando así una isla de selva entre las plantaciones. Más trabajo arqueológico fue realizado de 1910 a 1914 por Edgar Lee Hewett y Sylvanus Morley de la Escuela de Arqueología Americana en Santa Fe. Réplicas de yeso de las estelas de Quiriguá hechas con los moldes de Hewitt fueron exhibidas en la Exposición Panamá-California de 1915 en San Diego, California. El Instituto Carnegie llevó a cabo varios proyectos en Quiriguá entre 1915 y 1934, y Aldous Huxley, después de visitar el sitio en la década de 1930, señaló que las estelas de Quiriguá conmemoran «el triunfo del hombre sobre el tiempo y la materia y el triunfo del tiempo y la materia sobre el hombre». Quiriguá fue uno de los primeros sitios arqueológicos mayas que fue intensamente estudiado, aunque no se realizó mucha restauración y las ruinas se cubrieron de selva nuevamente.
Quiriguá fue declarado Monumento Nacional de Guatemala en 1970 por el Acuerdo Ministerial 1210 y fue declarado Parque Arqueológico bajo el Acuerdo Gubernativo 35-74 del 19 de junio de 1974.
De 1974 a 1979, se llevó a cabo un extenso proyecto arqueológico en Quiriguá patrocinado por el Instituto de Antropología e Historia de Guatemala, la Universidad de Pensilvania y la National Geographic Society. Bajo la dirección de Robert Sharer y William R. Coe se realizó la excavación de la acrópolis, limpiando los monumentos y estudiando los conjuntos periféricos. Quiriquá fue declarado Patrimonio de la Humanidad en 1981, y en 1999 la UNESCO aprobó una donación de US$27.248 para la «ayuda de emergencia para la rehabilitación del sitio arqueológico de Quiriguá». Una de las estelas de Quirigua fue incluida en la moneda guatemalteca de 10 centavos.
El área de 34 hectáreas que conforman el parque arqueológico de Quiriguá ha sido acondicionado para el turismo con la construcción de un museo, aparcamiento e instalaciones sanitarias y está abierto al público diariamente.

## El yacimiento

### Arquitectura

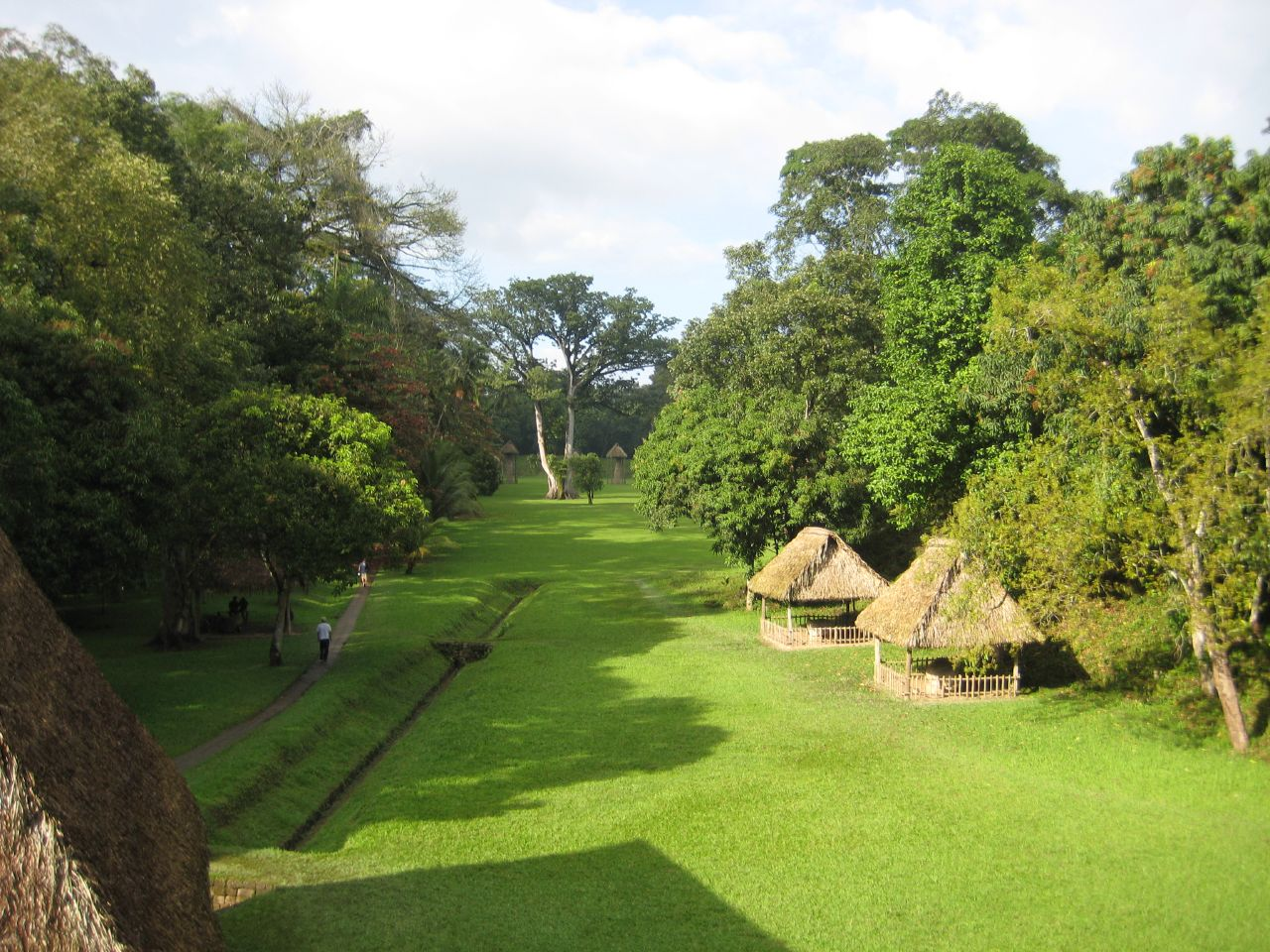
La Gran Plaza de Quiriguá, originalmente establecida por K'ak' Tiliw Chan Yopaat; vista desde la acrópolis mirando al norte.

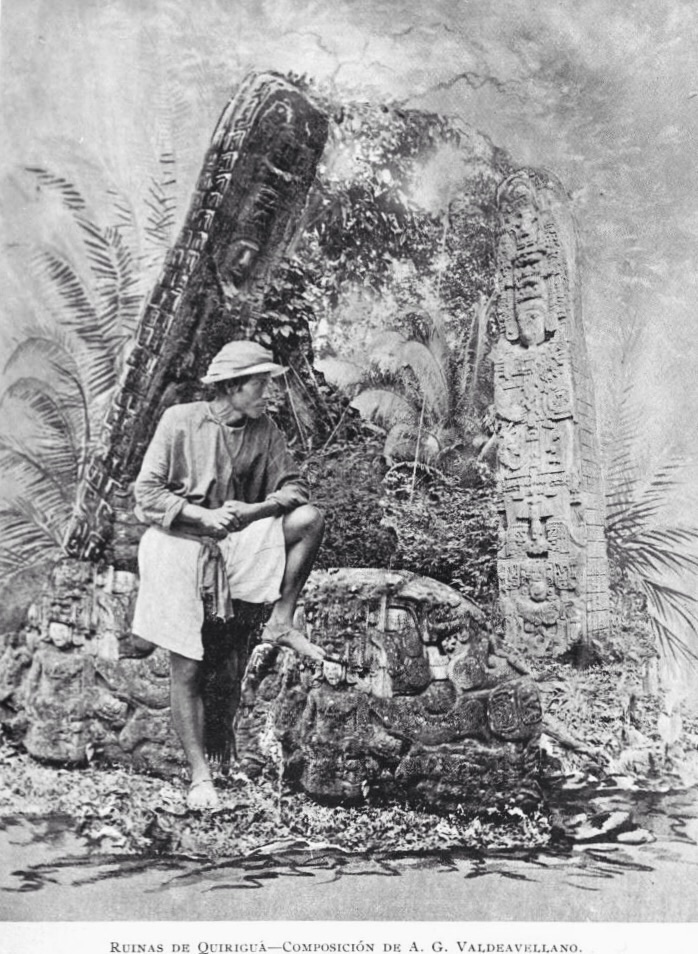
Composición fotográfica de Alberto G. Valdeavellano de 1896.

Después de la importante victoria de Quiriguá sobre Copán en el año 738, K'ak' Tiliw Chan Yopaat reconstruyó el principal conjunto arquitectónico en la imagen de Copán. Por lo tanto, la acrópolis, el palacio y el juego de pelota se encuentran todos en el extremo sur de la Gran Plaza. El centro ceremonial fue diseñado en torno a tres plazas, la más septentrional siendo la Gran Plaza. Esta plaza mide 325 m de norte a sur y es la plaza más grande de la región maya. En el extremo sur de la Gran Plaza se encuentra la Plaza del Juego de Pelota, rodeada en tres lados por las estructuras asociadas con la acrópolis. La Plaza de la Acrópolis es una plaza completamente encerrada dentro de la propia acrópolis. El área al oeste de la Plaza del Juego de Pelota fue probablemente la zona de los muelles, junto al río. No hay evidencia de que la parte sur de la Gran Plaza era un mercado. Cerca del centro del sitio fue excavado una serie de pozos revestidos de cerámica construidos en el siglo viii, y aunque algunos siguieron en uso hasta el siglo ix, aunque se desconoce si alguno fue construido en este siglo.
- 1A-1 es una extensa plataforma que forma la parte norte de la Gran Plaza. Mide 100 por 85 metros y se eleva 0,5 metros sobre el nivel de la parte sur de la plaza. Fue construida durante el reinado de K'ak' Tiliw Chan Yopaat cuando se extendió la plaza hacia el norte. La plataforma fue construida en dos fases a lo largo de unos 20 años,[83] con guijarros del río y estaba pavimentado con losas de piedra.[84] Sirvió de base para las estelas A, C, D, E y F y el Zoomorfo B.[85]

- 1A-3 es un gran montículo que marca el límite norte de la Gran Plaza. Originalmente medía 82,5 por 20 metros y tenía una altura de 7 m. Desde la plaza, una escalera 63 m de ancho subió la cara sur de la estructura. Posteriormente la estructura fue ampliada hacia el norte, pero esta segunda fase de la construcción nunca fue terminada.[84]

- La Acrópolis es el mayor complejo arquitectónico de Quiriguá. Se encuentra en el límite sur del centro ceremonial de la ciudad. Se trata de una construcción compleja, con nuevos edificios y características agregadas en el tiempo. La construcción de la acrópolis se inició en el año 550 y continuó hasta 810, cuando el sitio fue abandonado.[86] La acrópolis era un complejo de palacios usado principalmente como residencia de la élite y para fines administrativos.[87] El complejo de la acrópolis incluye las estructuras 1B-1, 1B-2, 1B-3, 1B-4, 1B-5 y 1B-6. Las excavaciones de la acrópolis revelaron los restos caídos de arcos mayas, pero ninguno está en pie.[87]

- 1B-sub.1 también se conoce como la muralla de K'inich Ahau. Era una pared libre de más de 23 m de largo y 1,5 m de espesor, que se encontraba en la parte superior de la plataforma occidental de la acrópolis. El lado occidental de la pared daba al río y llevaba cinco máscaras alternas de mosaico representando a deidades solares y serpientes con brazos humanos. Estas máscaras eran soportadas por un friso formado por dos óvalos concéntricos flanqueados por cabezas de serpiente. La muralla fue terminada alrededor de 750, durante el reinado de K'ak' Tiliw Chan Yopaat.[88]

- 1B-sub.4 Las excavaciones en la acrópolis revelaron un juego de pelota enterrado debajo de las estructuras en el lado occidental de la plaza de la acrópolis,[89] siendo un raro ejemplo de un juego de pelota recubierto por construcciones posteriores, en este caso por K'ak' Tiliw Chan Yopaat.[90] El juego de pelota, que fue construido con bloques de riolita, data de mediados del siglo vii y fue el primero de la ciudad.[91] Es una copia casi idéntica de los juegos de pelota de Copán, ya que fue construido en el mismo estilo, con las mismas dimensiones y con la misma orientación.[92] El juego de pelota fue enterrado cuando K'ak' Tiliw Chan Yopaat construyó la gran plataforma occidental para restringir el acceso a la acrópolis.[88]

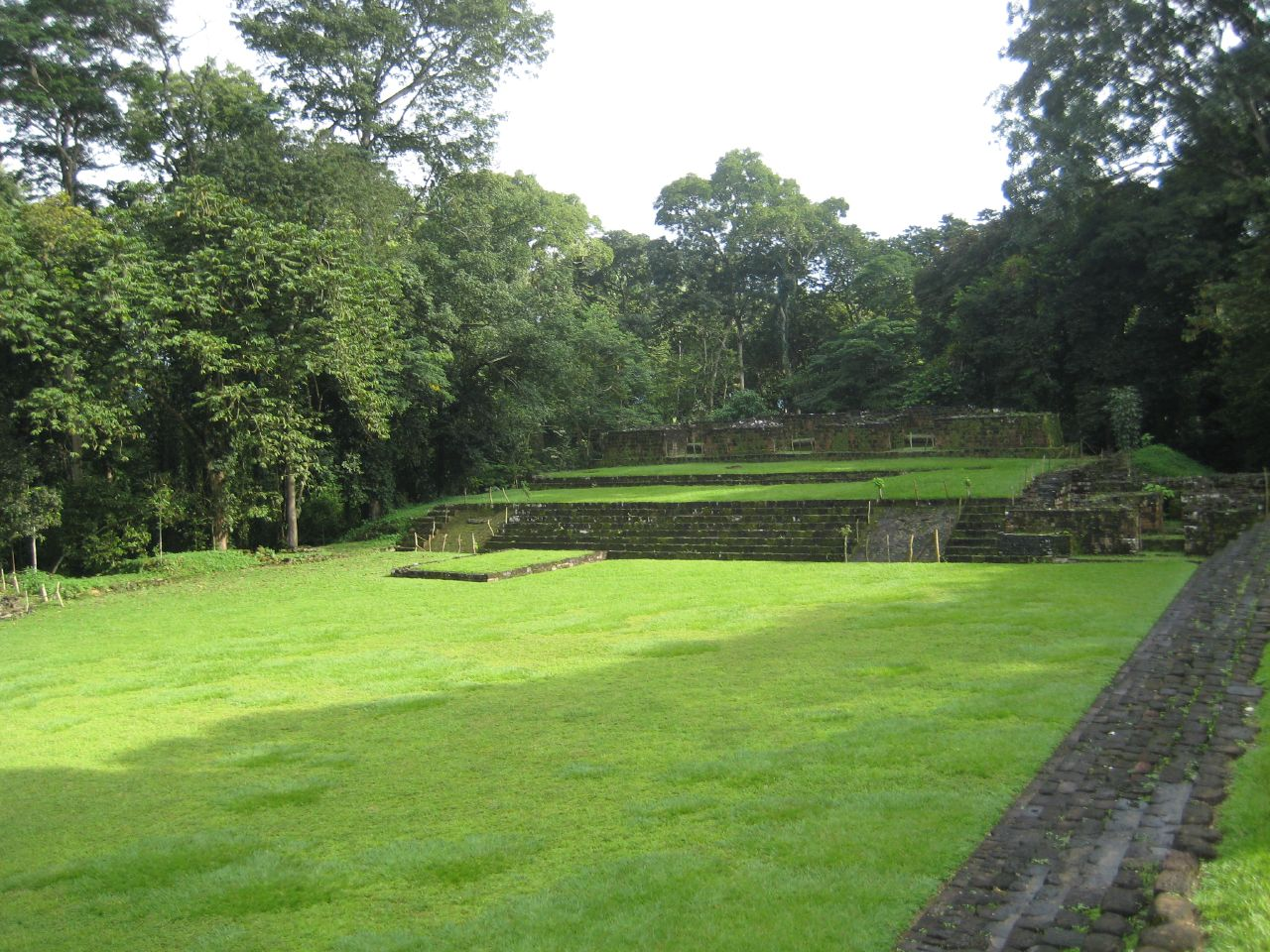
Vista de la Acrópolis a través de la Plaza del Juego de Pelota.

- 1B-1 es una estructura que forma el límite sur de la Plaza de la Acrópolis. Una amplia escalera conduce a la plaza por el lado norte del edificio. Los muros inferiores de la estructura se mantienen en pie y tiene tres entradas, cada una de ellas dando acceso a una pequeña cámara. Cada una de las tres cámaras tiene un paso jeroglífico en la pared trasera que conduce a otra una otra pequeña cámara. Originalmente el edificio tenía una franja de jeroglíficos externa. Los glifos interiores tanto como los exteriores llevan la última fecha registrada de Quiriguá, siendo junio de 810. Este edificio fue construido durante el reinado del «Cielo de Jade».[56][93]

- 1B-2 se encuentra en la esquina suroeste de la Plaza de la Acrópolis. Colinda a la estructura 1B-1, pero es más pequeño y sus paredes inferiores también están en pie. Era un pequeño edificio residencial decorado de forma elaborada con piedra esculpida. Esta estructura fue probablemente la residencia de K'ak' Tiliw Chan Yopaat.[89][94]

- 1B-3 y 1B-4 son estructuras en el lado oeste de la Plaza de la Acrópolis, de las que sólo quedan las paredes inferiores.[86] Entre estas dos estructuras se encuentra una antigua pared independiente. Esta pared tiene un friso de mosaico orientado hacia el oeste que lleva las representaciones dañadas y sin cabeza de Kinich Ahau, el dios del sol.[86]

- 1B-5 se encuentra al norte de la Plaza de la Acrópolis en la esquina sur-oriental de la Plaza del Juego de Pelota. Esta estructura era accesible mediante una ancha escalinata desde la Plaza de la Acrópolis al sur, que conduce a una entrada única dando acceso a siete cámaras interconectadas. Es el edificio más grande en Quiriguá y sus paredes aún están en pie.[95] Fue construido durante el reinado de «Cielo de Jade».[56]

- 1B-6 se encuentra al este de la Plaza de la Acrópolis y contenía un santuario ancestral, reflejando una larga tradición establecida, observada por primera vez en Tikal.[89] En el edificio se encontraba una tumba forrada con láminas de esquisto que parece haber sido un entierro de élite. Los restos pertenecían probablemente a un hombre; sus dientes tenían incrustaciones de jade y un abalorio del mismo material había sido colocado en la boca. Las ofrendas de cerámica incluidas datan del Clásico Temprano.[96]

- 1B-7 es un juego de pelota, construido por K'ak' Tiliw Chan Yopaat para reemplazar el juego de pelota enterrada por la expansión de la acrópolis. El juego de pelota se encuentra en la Plaza del Juego de Pelota al noroeste de la acrópolis.[97] El juego de pelota tiene una orientación este-oeste, siendo una orientación inusual en la región maya donde el alineamiento de los juegos de pelota suele ser de norte a sur.[98]

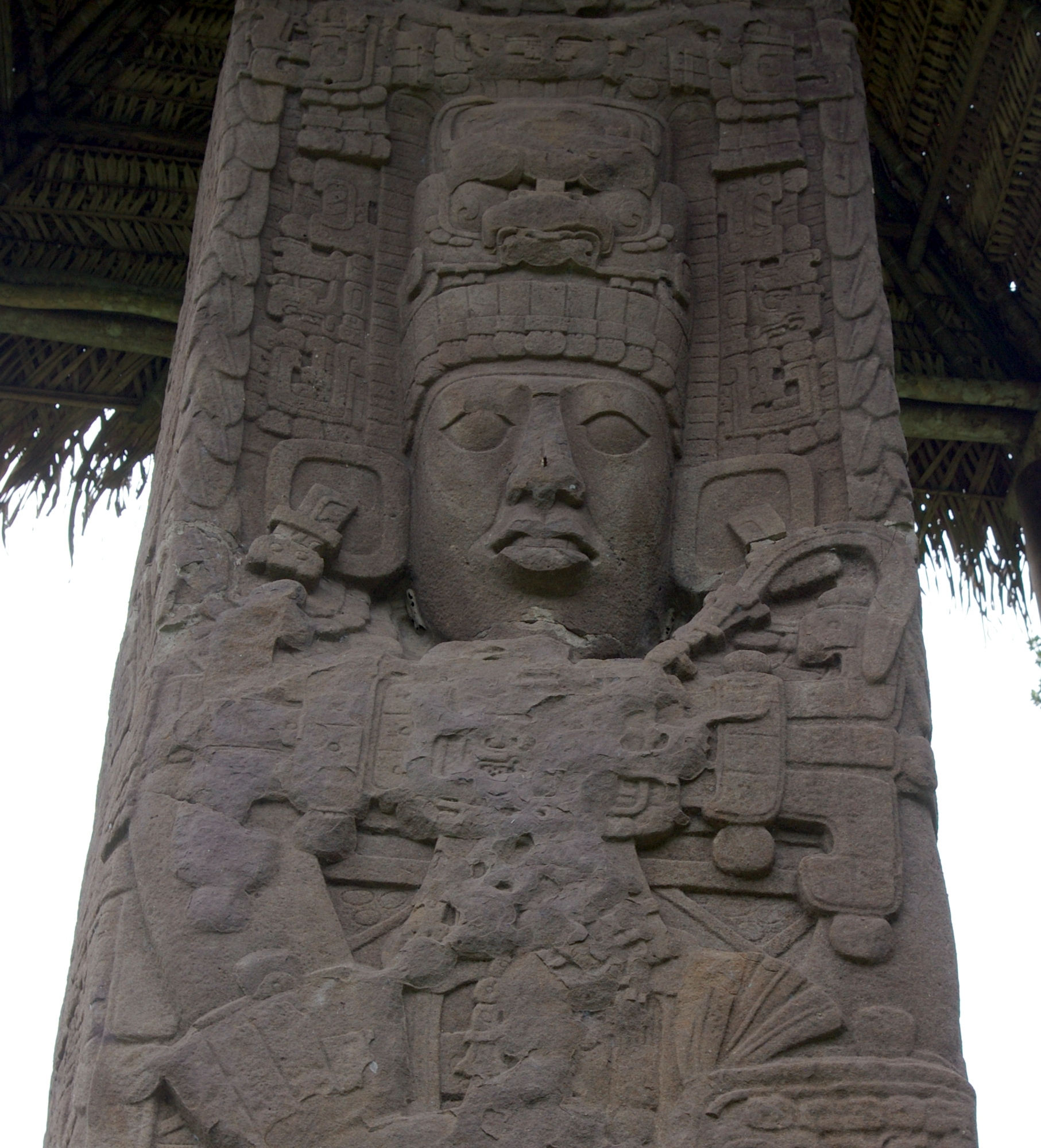
Detalle de la cara norte de la estela E, que representa a K'ak' Tiliw Chan Yopaat sosteniendo un cetro de la Deidad K.

- 3C-1 es una amplia plataforma de tierra ubicada en el fondo del valle. Data de mediados del Período Clásico y es una de las primeras construcciones en el lugar. Parte la plataforma continuó en uso después de una inundación catastrófica.[100]

- 3C-7 es un conjunto arquitectónico que data del Clásico Temprano. Se encuentra en una llanura aluvial a cierta distancia al norte de la acrópolis.[96]

- 3C-8 es otro conjunto datando del Clásico Temprano que se encuentra al norte de la acrópolis.[96]

- Lugar 011 y Lugar 057 pueden haber sido puestos de vigilancia. Estaban ubicados en los puntos donde los ríos Quiriguá y Jubuco entraron el valle del Motagua y pueden haber sido utilizados para controlar el tráfico en estas rutas. Lugar 057 estaba situado en una de las principales rutas hacia Copán y puede haber sido un puesto para vigilar incursiones de guerreros enemigos, tras la derrota de Copán por K'ak' Tiliw Chan Yopaat.[101]

- Lugar 122 y Lugar 123 son conjuntos arquitectónicos ubicados en la llanura aluvial al sur del río. Lugar 122, aunque permaneciendo sin excavar, es un conjunto que consiste de un montículo piramidal y una plaza con orientación noreste-suroeste, semejante a algunos complejos preclásicos del altiplano, por lo que se presume que datan de ese período.[12]

Los conjuntos A, B y C se encuentran a una distancia de 1,5 a 4,5 kilómetros del centro del sitio.
- Conjunto A es un complejo construido en lo alto de una colina. Data probablemente de principios del Período Clásico.[28] Una estela encontrada en este conjunto se remonta a 493.[87]

- Conjunto B, también conocido como Group 7A-1, se encuentra al norte del centro del sitio.[102] Es donde se ubica la erosionada Estela S, que fue trasladada desde la Gran Plaza en la antigüedad.[87][103]

- Conjunto C tiene una estela no esculpida.[87]

### Monumentos

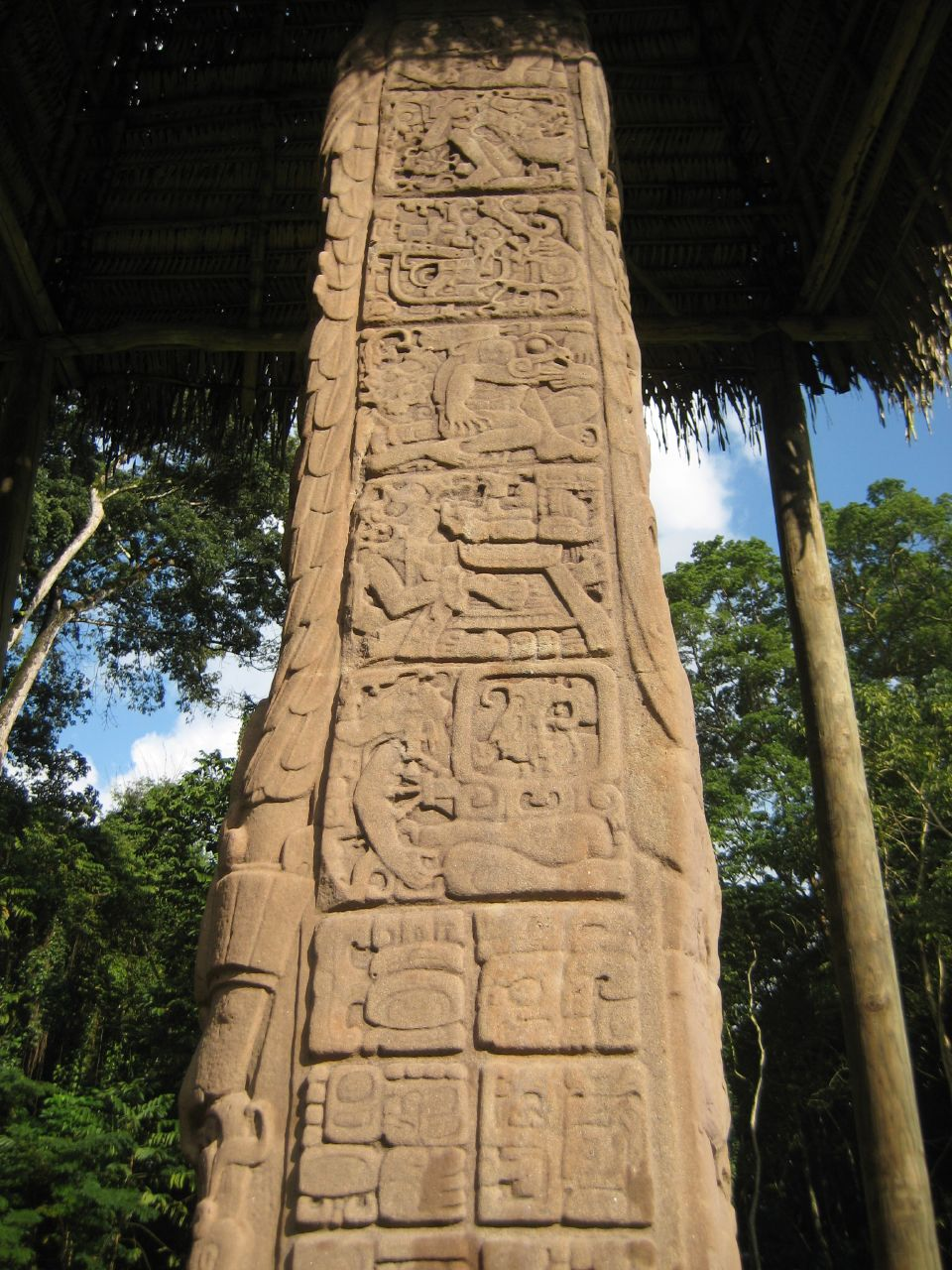
Una compleja figura jeroglífica en el lado oeste de la Estela D de Quiriguá.

Los monumentos de Quiriguá incluyen estelas inusualmente grandes, talladas de un solo bloque de piedra arenisca roja, traída de canteras ubicadas a una distancia de 5 kilómetros. Las características de esta roca dura permitieron a los escultores locales de producir esculturas de bajo relieve en tres dimensiones, contrastando con la escultura contemporánea en dos dimensiones vigente en la región del Petén. Tras la derrota y ejecución del rey de Copán en 738, Quiriguá adoptó un estilo escultórico muy semejante al estilo de Copán. Las enormes estelas de Quirigá originalmente habrían sido visibles desde el río Motagua, que en aquel tiempo fluyó al lado oeste de la Plaza Mayor, anunciando a los comerciantes de paso sobre el nuevo poder adquirido por la ciudad. Los monumentos incluyen largos paneles de texto glífico que se consideran entre los más complejos y los más hermosos de todas las inscripciones en piedra de los mayas. Una de las características de estos textos es el uso de glifos de figura entera en que los glifos de numeración maya, normalmente escritos con barras y puntas, se sustituyen con representaciones de deidades exquisitamente talladas. Sin embargo, en la última parte del siglo viii Quiriguá había desarrollado un estilo propio con la producción de grandes bloques de piedra elaboradamente esculpidos en formas compuestas de animales mitológicos incluyendo elementos de sapos, jaguares, cocodrilos y aves de rapiña. Estas esculturas se conocen como zoomorfos y fueron completadas después de la muerte de K'ak' Tiliw Chan Yopaat en 785 por dos reyes posteriores.
Varios altares y esculturas fueron utilizados como decoración de las fachadas de edificios. La mayor parte de los monumentos de Quiriguá tiene una gran monumentalidad formal que parece rígida en comparación con la gracia naturalista del arte de algunos otros sitios mayas. En algunos de los monumentos se encontraron huellas de pigmento rojo y es probable que la mayoría de los monumentos estaba pintada de rojo, el color que simbolizaba la luz, el sacrificio y la renovación.
- Estela A fue erigido en 775 por K'ak' Tiliw Chan Yopaat.[108] Estela A y Estela C forman un conjunto y ambos fueron dedicados el 29 de diciembre 775.[109]

- Zoomorfo B fue dedicada en 780 por K'ak' Tiliw Chan Yopaat. Es una roca de varias toneladas, esculpida medio-cocodrilo, medio bestia de montaña. El texto jeroglífico del monumento se compone únicamente de glifos de figura entera.[110] Restos de pigmento rojo fueron encontrado en este zoomorfo que mide 4 m de largo.[111] Debajo de Zoomorfo B se descubrió una ofrenda de dedicación que incluía siete láminas de sílex de entre 14 y 46 cm de longitud.[112]

- Estela C fue erigido en 775 por K'ak' Tiliw Chan Yopaat.[108] El texto jeroglífico contiene referencias al año 455 y a un antiguo rey conocido como Tutuum Yohl K'inich.[32][108] La estela también tiene una referencia a la fecha 13.0.0.0.0 4 Ahaw 8 Kumk'u (13 de agosto de 3114 a. C.).[113] La lectura del lado oeste de esta estela es la siguiente: "Pasaron nueve baktunes, un katún, cero tunes, cero winales y cero k'ines, ocurrió [el día] 6 Ajaw 13 Yaxk'in (27 de agosto de 455 d.C.).Tuutuum Yo'hl K'inich, divino señor de Quiriguá hincó la piedra, [esto] ocurrió [en el lugar] del colibrí. ]Pasaron] 0 k'ines, 0 winales, 5 tunes y 17 katunes, entonces ocurrió [el día] 6 Ajaw 13 Kayab, [cuando] K'ahk' Tiliw Chan Yopaat, Chajo'ma de cinco K'atunes, asperjó [incienso], [durante los] primeros cinco tunes."[114] Esta fecha se registra en toda la región maya como el comienzo de la creación actual.[115] Estela C forma un conjunto con Estela A y ambos fueron dedicadas en la misma fecha.[109]

- Estela D data de 766, durante el reinado de K'ak' Tiliw Chan Yopaat.[108] Se distingue por los extravagantes jeroglíficos de figura entera antropomórficos en las partes superiores, que son particularmente bien conservados.[108] Estela D tiene una altura de aproximadamente 6 metros.[116]

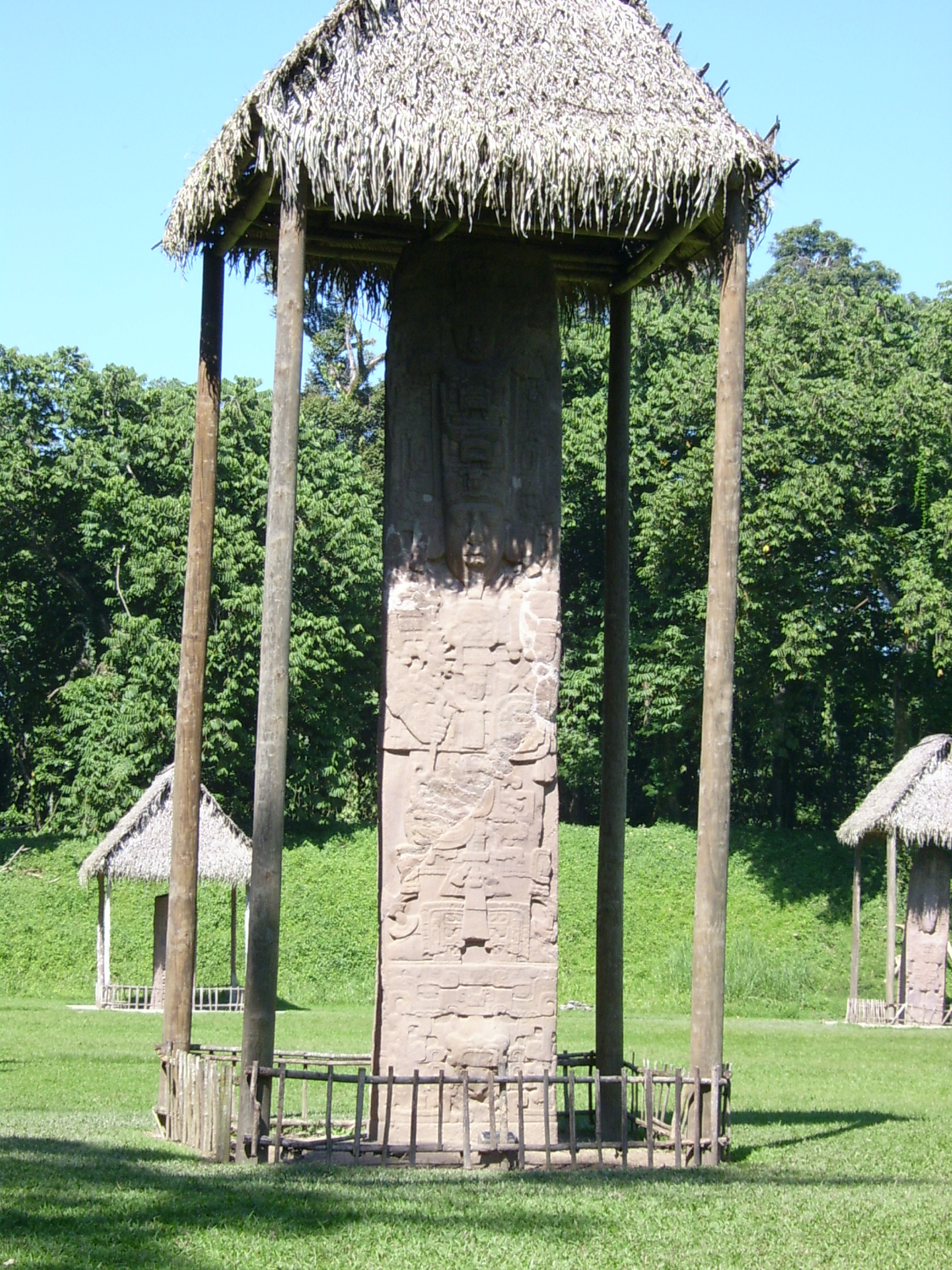
Estela E en Quiriguá, posiblemente el más grande monumento de piedra independiente en América.

- Estela E se encuentra en la mitad norte de la Gran Plaza.[117] Esta estela fue dedicada por K'ak' Tiliw Chan Yopaat el 24 de enero de 771. Su eje total tiene una altura de 10,6 metros, incluyendo la parte enterrada sosteniéndola en pie y midiendo un poco menos de 3 metros.[118] Este enorme monolito que pesa aproximadamente 65 toneladas, es la piedra más grande extraída por los antiguos mayas.[118] Incluso puede ser más grande monolito independiente trabajado en el Nuevo Mundo.[7] En 1917, esta estela, ya un poco inclinada, finalmente cayó por completo después de fuertes lluvias, pero se mantuvo intacta. En 1934 se hizo un intento de elevar la estela con un cabrestante y cables de acero. Sin embargo, los cables se rompieron, el monolito cayó y se rompió en dos pedazos que posteriormente fueron unidos con concreto.[118] La estela tiene retratos de K'ak' Tiliw Chan Yopaat en su lado delantero y trasero.[119]

- Estela F es un enorme monolito de 7,3 metros de altura, tallada en piedra arenisca. Tiene representaciones de K'ak' Tiliw Chan Yopaat en su cara norte y sur e inscripciones jeroglíficas en su cara este y oeste. Se remonta a 761 y cuando fue erigida era el monumento más alto construido por los mayas; sólo fue superada por la estela E que fue erigida 10 años después.[85][119]

- Zoomorfo G Es el monumento conmemorativo de K'ak' Tiliw Chan Yopaat. Fue dedicado durante el reinado de «Cielo Xul». Muestra el rostro del difunto rey saliendo de las fauces de un enorme jaguar. El texto del monumento describe la muerte y el entierro del rey más grande de Quiriguá.[110]

- Estela H data de 751, durante el reinado de K'ak' Tiliw Chan Yopaat. Sus glifos están dispuestos en un raro patrón de alfombra copiado de Copán.[120] La estela fue trabajada en el estilo envolvente.[119] Una lámina de pedernal fue encontrada bajo el pie de la estela, donde fue enterrada como ofrenda durante su dedicación.[121] Las inscripciones jeroglíficas de la Estela H están muy dañadas.[122]

- Estela J fue erigida por K'ak' Tiliw Chan Yopaat en 756 y está tallada en estilo envolvente.[119] Tiene una altura de 5 m y se encuentra en la parte sur de la Gran Plaza. La ofrenda de dedicación consistía en una caja de arcilla con forma de casa cuyo contenido es desconocido.[123]

- Altar L fue trabajada de forma cruda y data de 653. El texto incluye el nombre del rey K'awiil Yopaat y también menciona a «Humo Imix», el duodécimo rey de Copán. El altar se compone de un disco de riolita con un diámetro de 1 m y un espesor 0,25 m. El estilo escultórico del altar es único y muestra afinidades con el lejano sitio de Caracol en Belice.[39][124]

- Altar M es un monumento modesto y es el más antiguo que fue dedicado por K'ak' Tiliw Chan Yopaat. El monumento incluye un texto importante en el que este sobresaliente rey de Quiriguá reclamó el título de k'ul ahaw (divino señor) y comenzó su campaña para alcanzar su independencia de Copán.[43] Esta escultura de riolita fue dedicada el 15 de septiembre 734 y tiene la forma de una cabeza monstruosa, posiblemente la de un cocodrilo.[125]

- Altar N es una pequeña escultura de riolita realizada en el mismo estilo que Altar M. Tiene la forma de un caparazón de tortuga, con una cabeza esquelética llevando un espejo en la frente emergiendo por un lado y una figura anciana emergiendo del otro. Es una representación de la deidad bicéfala Pawatun (Deidad N), una deidad importante del inframundo.[126]

- Zoomorfo O es un monstruo híbrido cocodrilo-montaña, dedicado en 790 por el rey «Cielo Xul». Es acompañado de un altar que representa al dios del rayo y está ubicado en la Plaza del Juego de Pelota, justo al sur del mismo juego de pelota.[127]

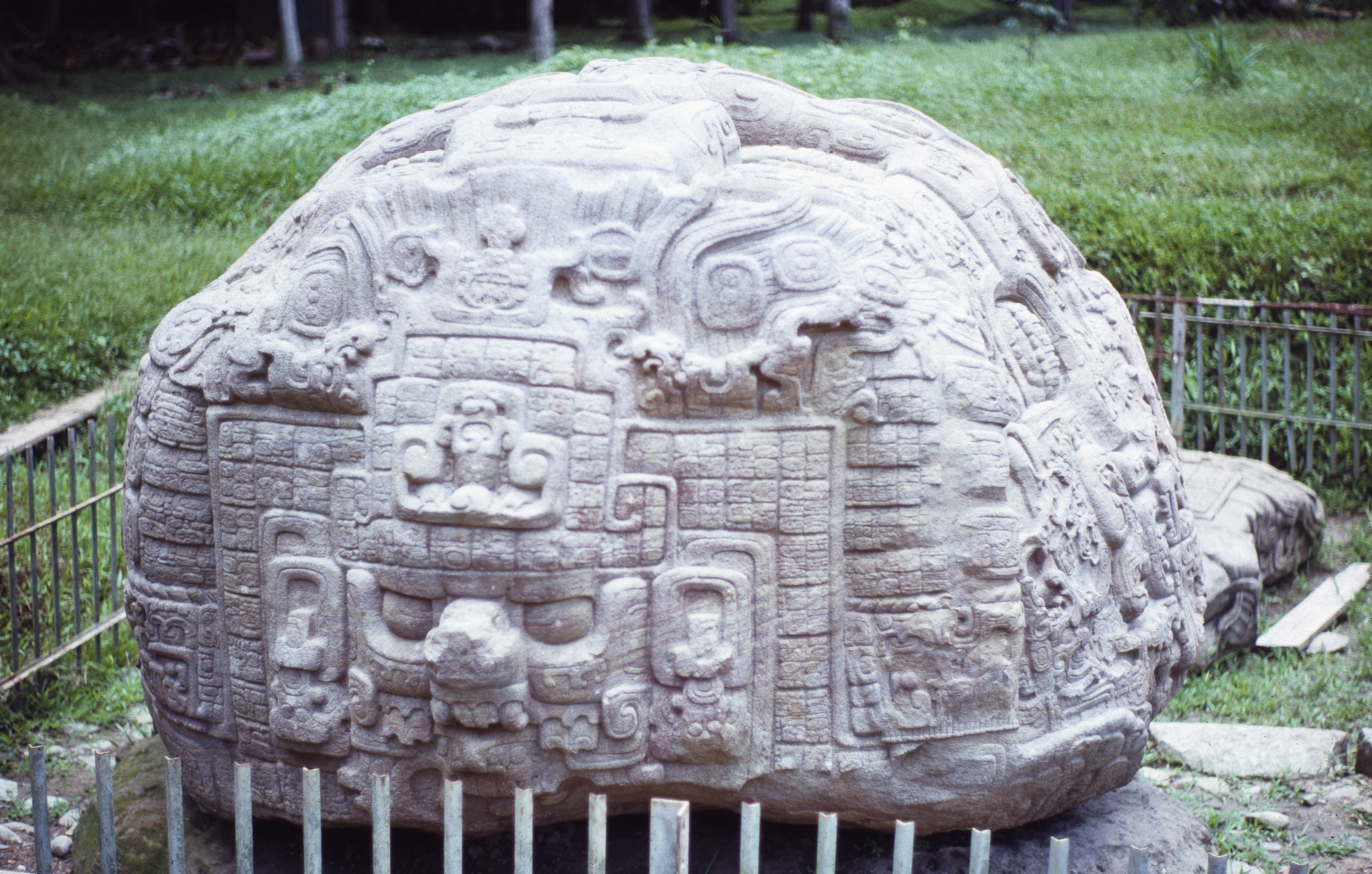
Zoomorfo P.

- Zoomorfo P (llamado La Gran Tortuga por el explorador Maudslay) fue dedicado en el año 795 por «Cielo Xul» y es una obra maestra del arte mesoamericano. Su peso es de alrededor de 20 toneladas. Por un lado se muestra un retrato grande de «Cielo Xul» sentado con las piernas cruzadas en las fauces abiertas de un enorme cocodrilo-monstruo de montaña híbrido. El diseño del zoomorfo es increíblemente intrincado y todo el monumento está cubierto de escultura hábilmente ejecutado. Se encuentra en la Plaza del Juego de Pelota, justo al sur del juego de pelota. Zoomorfo P es acompañado de un altar que representa una deidad no-identificada emergiendo de una fisura en la tierra.[127] El texto jeroglífico del zoomorfo describe la fundación de Quiriguá bajo la supervisión del rey de Copán.[54] Restos de pigmento rojo fueron encontrados en el monumento, lo que sugiere que originalmente fue pintado de rojo.[107]

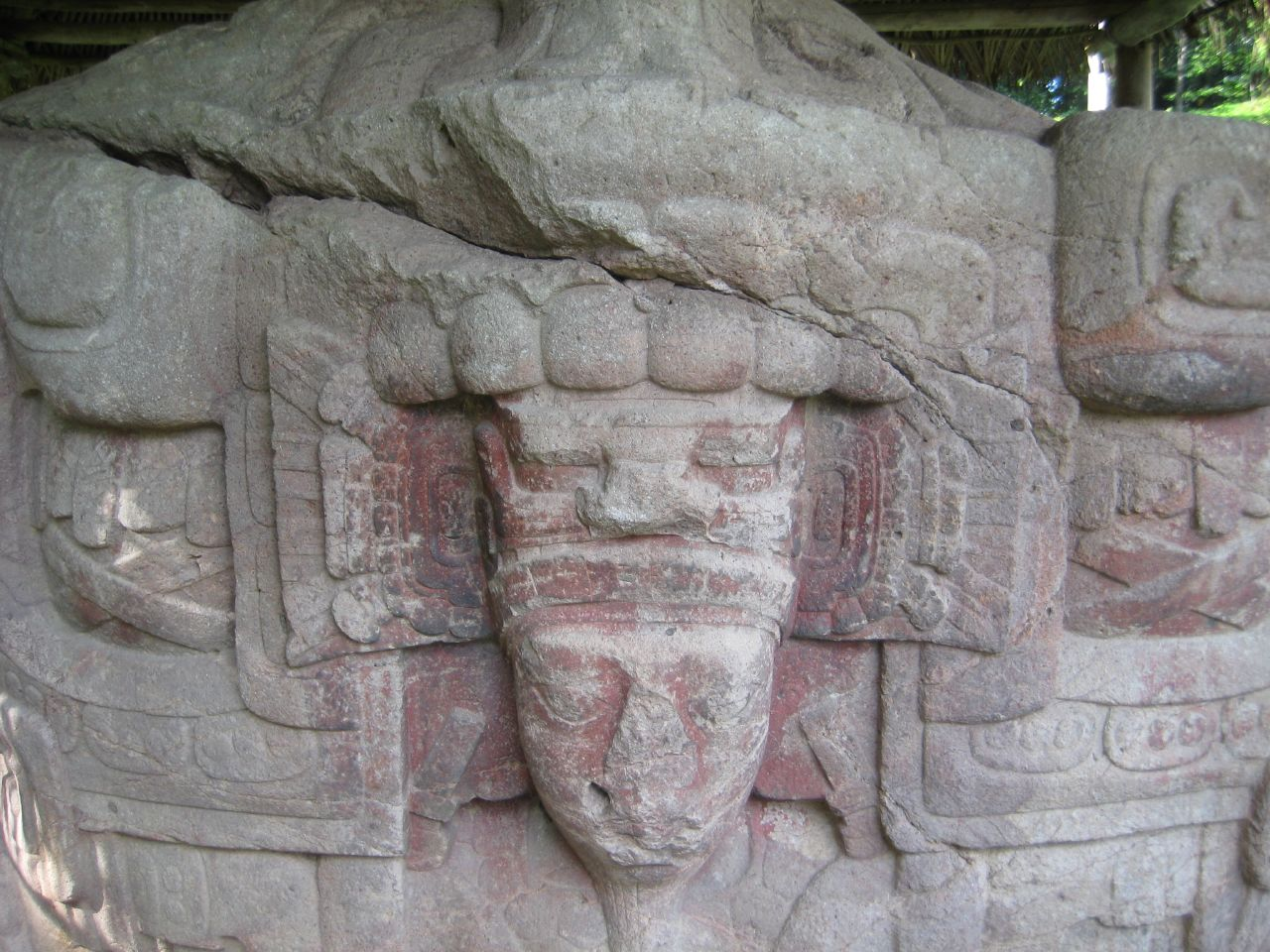
Detalle del Zoomorfo B, dedicado en 780 por K'ak' Tiliw Chan Yopaat.

- Altar Q y Altar R son dos pequeños discos de riolita que probablemente sirvieron como marcadores de juego de pelota para el primer campo del juego de pelota, la estructura enterrada 1B-sub.4. Junto con una tercera piedra marcaron el eje central del juego de pelota. Ambos llevan figuras sentadas con las piernas cruzadas, talladas en bajorrelieve.[91]

- Estela S data de 746 y es el monumento más antiguo sobreviviente de K'ak' Tiliw Chan Yopaat.[128] Originalmente se encontraba en la mitad norte de la Gran Plaza, pero fue trasladada a un conjunto periférico en tiempos antiguos. Es muy erosionada y parte de los daños puede haber sido causada durante traslado. Está hecha de piedra arenisca y tiene la figura de K'ak' Tiliw Chan Yopaat en el frente, mientras que los otros tres lados están cubiertos de texto jeroglífico. Desafortunadamente, la mayor parte del texto es ilegible debido a la fuerte erosión.[103] Estela  S tiene una altura de 2,8 m (sin incluir la parte enterrada de la estela) y las dimensiones de la base son de 1,6 m por 1,2 m. Es la primera de las enormes estelas que iban a caracterizar a Quiriguá, aunque es significativamente menor que los que iban a seguir.[121]

- Estela T fue dedicada en 692 por un gobernante desconocido. Se trata de una escultura de esquisto muy erosionada que muestra una figura mal conservada, y glifos, es su mayoría ilegibles. La estela tiene un estilo conservador y es semejante a la más antigua estela U.[129]

- Estela U proviene del Conjunto A y lleva el retrato muy erosionado de un rey, realizado en el estilo envolvente (que se extiende sobre los tres lados de la estela). Este estilo se originó en Tikal e indica que hubo contacto con la región central del Petén. Esta estela tiene una fecha de identificación, correspondiente al 18 de abril 480, e incluye una referencia a un ritual que fue supervisado por el rey de Copán.[37] Esta estela está tallada en esquisto y tenía originalmente una altura de 2,7 m. Se rompió en dos partes a la altura de las rodillas —aparentemente de manera deliberada durante un ataque de enemigos desconocidos—.[130]

- Monumento 25 es una columna cilíndrica simple, tallada en esquisto. Mide aproximadamente 2,5 m de largo y tiene un diámetro de 0,6 m. Fue encontrada el Lugar 011.[131]

- Monumento 26 es una estela tallada en estilo envolvente que se encuentra cerca de la estructura 3C-1. Una fecha que corresponde a 493 se encuentra en el texto jeroglífico en la parte trasera. Este texto hace referencia a tercero y cuarto gobernante de Quiriguá, pero sus nombres están ilegibles.[37] Está tallada en esquisto y originalmente tenía una altura de 2 m, pero la estela fue quebrada en tiempos antiguos, aparentemente de manera deliberada. Fue quebrada en las rodillas y el ojo izquierdo del retrato del gobernante fue raspado, daños típicamente causados por guerreros invasores. Sólo dos piezas han sido recuperadas, una sección superior de 1 m, y una sección inferior de 0,6 m.[132]

- Monumento 29 y Monumento 30 son muy erosionadas esculturas cilíndricas talladas en esquista, cada uno midiendo un poco más de 1 m de longitud. Fueron encontrados juntos en una zanja de drenaje moderna al norte y al noroeste del centro ceremonial de Quiriguá. Al parecer, son esculturas de antropomorfos o de monos de pie en pedestales con las manos entrelazadas sobre el pecho. Se cree por razones estilísticas que estos dos monumentos datan del Preclásico Tardío.[12]